# Simon J. Schermerhorn
Simon Jacob Schermerhorn (ur. 25 września 1827, zm. 21 lipca 1901) – amerykański polityk, członek Izby Reprezentantów USA ze stanu Nowy Jork.
Urodził się w Rotterdamie w stanie Nowy Jork. Zdobył edukację szkolną i zaangażował się w działalność rolniczą. W 1856 został zarządcą miasteczka Rotterdam, gdzie przez dwie kadencje pełnił funkcję komisarza lokalnej szkoły. Dwukrotnie, w 1862 i 1865 został wybrany do Zgromadzenia Stanowego Stanu Nowy Jork. Pełniąc funkcje dyrektorskie w nowojorskich bankach, w 1893 został wybrany do 35 Kongresu, sprawując swoją funkcję od 4 marca 1893 do 4 marca 1895. W wyborach w 1894 roku nie kandydował z racji zaawansowanego już wieku. Na późne lata osiadł na swojej rodzinnej farmie w Rotterdamie, gdzie zmarł w 1901 roku i został pochowany na cmentarzu Viewland.